# Franco Bertini
Gianfranco Bertini, detto Franco (Pesaro, 28 agosto 1938), è un ex cestista italiano.
Dal 2012 fa parte dell'Italia Basket Hall of Fame.

## Carriera
Ha giocato in Serie A con Pallacanestro Varese realizzando un totale di 3889 punti.